# Караульщук Олександр Володимирович
Олександр Володимирович Караульщук (нар. 27 липня 1983, м. Київ) — український хокеїст, центральний нападник.
Виступав за ХК «Київ», «Ері Отерс», «Сагне Фйорд», «Молот-Прикам'є» (Перм), «Хоккі» (Каяані), «Нафтовик» (Леніногорськ), «Мечел» (Челябінськ), «Сокіл» (Київ), «Керамін» (Мінськ), ХК «Вітебськ», «Компаньйон-Нафтогаз» (Київ), «Дженералз» (Київ), Беркут Київ, Білий Барс, Дженералз, Кривбас.
У складі національної збірної України провів 7 матчів (1+2); учасник чемпіонату світу 2008 (дивізіон I). У складі молодіжної збірної України учасник чемпіонату світу 2001 (дивізіон I). У складі юніорської збірної України учасник чемпіонатів світу 1999, 2000 та 2001 років.
Досягнення
- Чемпіон України (2008), бронзовий призер (2012).